# شعاع هیدرولیکی
شعاع هیدرولیکی در مهندسی هیدرولیک، برابر با نسبت مساحت A سطح مقطع جریان به پیرامون مرطوب P آن مقطع است و از رابطهٔ زیر به دست می‌آید:
{\displaystyle R={\frac {A}{P}}}
در محاسبهٔ عمق جریان یکنواخت توسط معادلهٔ مانینگ و فرمول شزی، از شعاع هیدرولیکی استفاده می‌شود. یکای شعاع هیدرولیکی در دستگاه بین‌المللی یکاها، متر است. کمیت مشابه دیگری به نام قطر هیدرولیکی نیز وجود دارد که برخلاف آنچه از نام آن برمی‌آید، چهار برابر شعاع هیدرولیکی است و از رابطه زیر به دست می‌آید:
{\displaystyle D_{H}={\frac {4A}{P}}}

## تعریف
معادلهٔ پایستگی تکانه در یک کانال منشوری بین دو مقطع دلخواه با حذف جملات سرعت و فشار به صورت زیر در می‌آید:
{\displaystyle W\sin \theta =F_{f}}
که در آن، W نیروی وزن سیال بین دو مقطع برابر با γAL و θ شیب بستر کانال هستند. هم‌چنین Ff نیروی اصطکاک جریان با بستر و کنارهٔ کانال است که از رابطهٔ Ff=τ0PL به دست می‌آید. τ0 تنش برشی بستر و کنارهٔ کانال است که از رابطهٔ τ0=KρV2 محاسبه می‌شود. L و P و A به ترتیب طول کانال، پیرامون مرطوب و سطح مقطع کانال هستند. هم‌چنین γ و ρ به ترتیب وزن مخصوص و چگالی سیال هستند. با جایگذاری این مقادیر در معادلهٔ پایستگی تکانه، رابطهٔ زیر به دست می‌آید:
{\displaystyle V={\sqrt {\frac {g}{K}}}{\sqrt {{\frac {A}{P}}\sin \theta }}}
که در آن، پارامتر R=A/P به عنوان شعاع هیدرولیکی مقطع، تعریف می‌شود.

## شعاع هیدرولیکی مقاطع خاص
شعاع هیدرولیکی هر مقطع هندسی بر اساس مشخصات آن مقطع قابل محاسبه است. شعاع هیدرولیکی چند مقطع هندسی متداول در جدول زیر ارائه شده‌است:
| متن عنوان   | ابعاد                             | شعاع هیدرولیکی                                                    |
| ----------- | --------------------------------- | ----------------------------------------------------------------- |
| مستطیل      | عرض b عمق y                       | {\displaystyle {\frac {by}{b+2y}}}                                |
| مستطیل عریض | عرض b عمق y y<<b                  | {\displaystyle y}                                                 |
| ذوزنقه      | عرض b عمق y شیب کناره z           | {\displaystyle {\frac {(b+zy)y}{b+2y{\sqrt {1+z^{2}}}}}}          |
| مثلث        | عمق y شیب کناره z                 | {\displaystyle {\frac {zy}{2{\sqrt {1+z^{2}}}}}}                  |
| دایره       | قطر d کمان متناظر پیرامون مرطوب θ | {\displaystyle (1-{\frac {\sin \theta }{\theta }}){\frac {d}{4}}} |